# Baierleinsmühle
Baierleinsmühle ist ein Gemeindeteil der Gemeinde Meinheim im Landkreis Weißenburg-Gunzenhausen (Mittelfranken, Bayern). Baierleinsmühle liegt in der Gemarkung Meinheim.
Die Einöde Baierleinsmühle liegt umgeben von Wiesen und Feldern zwischen Meinheim im Nordosten und Wolfsbronn im Westen. Der Ort liegt mit seinem ehemaligen Mühlengelände am Wolfsbronner Mühlbach, einem Nebenfluss des Meinheimer Mühlbachs. Eine Straße verbindet den Ort mit der Kreisstraße WUG 34.
Im Jahre 1846 waren in Baierleinsmühle ein Haus, eine Familie und fünf Seelen verzeichnet. 1871 lebten die acht Einwohner der Baierleinsmühle in zwei Gebäuden. Sie besaßen 1873 insgesamt sieben Stück Rindvieh. Vor der Gemeindegebietsreform in Bayern in den 1970er Jahren war Baierleinsmühle ein Gemeindeteil von Wolfsbronn.